# Центральный военно-химический склад № 136
Центра́льный вое́нно-хими́ческий склад № 136 (неофициально — «химбаза», «периметр») — бывший объект хранения, переработки и утилизации химического оружия, расположенный в московском районе Очаково-Матвеевское.

## История
Центральный военно-химический склад № 136 был создан в 1916 году, в разгар Первой мировой войны, в ходе которой воюющие стороны активно разрабатывали и применяли химическое оружие. Склад использовался для хранения ёмкостей с хлором, фенолом и другими веществами. В 1918 году его описал в своих записях Владимир Ленин:
Очаково (посёлок) за Драгомиловской заставой (склад жидкого хлора, фенола и т. д.)
склад ?? ведомства.
2 служителя от Военного ведомства: 1) техник, 2) служитель.
Около 30000 пудов баллонов жидкого хлора ((стальные цилиндры)).
Найти того, кто бы толкнул дело (по использованию этих веществ).
Опасность для Москвы.
Химический отдел Бюро Народно-промышленного комитета. Выбрали комиссию.
[Чтобы использовали фабрики текстильные и др.]
Карпов должен поговорить как преподаватель-химик.
Александр Павлович Шахно.
Инженер-химик Викторов.Ленин
При советской власти химбаза продолжила использоваться и стала крупнейшим в мире складом БОВ. Так, в 1925 году был издан приказ по артиллерии Красной Армии № 385, согласно которому на объекте была выполнена операция по закапыванию в землю содержимого 5000 протёкших химических снарядов калибра 76 мм, которые хранились в 250 ящиках. В 1930 году во время работ по захоронению протёкших боеприпасов произошло массовое ипритовое поражение военнослужащих. В 1933 году произошёл подобный случай, после чего начальник ВОХИМУ дал складу № 136 указание вывезти всё на два военно-химических полигона — в Кузьминки и в Шиханы (Саратовская область). Однако вывоз отравляющих веществ был проведён не в полной мере. С 28 августа по 9 октября 1939 года проводились мероприятия по обезвреживанию территории площадью около 1500 м2, причём места захоронения боеприпасов ввиду отсутствия карты полигона устанавливались путём опроса старых сотрудников.

## Примечательные здания на территории

### Бывшая пожарная часть
В 1925 году на территории объекта со стороны Очаковского шоссе была построена пожарная часть 55°41′43″ с. ш. 37°27′36″ в. д.. Она обслуживала и посёлок Очаково, и склад БОВ, на которой нередко происходили возгорания. При ней находился пожарный пруд (ныне не существует, на его месте расположен детский сад). В наши дни она является одним из старейших сохранившихся зданий в районе Очаково-Матвеевское. По прямому назначению не используется, на первом этаже расположен продуктовый магазин.

### Недостроенные склады
В конце 1980-х для нужд Министерства обороны на территории началось строительство двух зданий складов 55°41′29″ с. ш. 37°27′42″ в. д.. Здания не были достроены в связи с распадом СССР и ухудшением экономической обстановки в стране. Первое здание — трёхэтажное, расположено со стороны железной дороги, лестницы на верхние этажи обрушены. Второе — семиэтажное Г-образное, в нём имелась 1 лестница, которая частично обрушилась между 4 и 5 этажами летом 2019 года. Здания иногда посещались сталкерами и неформалами, раньше в них также проводились игры на местности.

## Постсоветское использование территории
В постсоветское время «периметр» находился в ведении ФГУП «2463 Центральная база производства и ремонта вооружений и средств радиационной, химической и биологической защиты». В 2009 году предприятие акционировано и преобразовано в ОАО «2463 ЦБПР».
Территория и размещённые на ней здания использовались различными фирмами для торговли, складирования стройматериалов и ремонта автомобилей. Функционировал пейнтбольный клуб.
С 2015 года жители Очаково жалуются на незаконное сжигание бытовых отходов в очаковской промзоне, из-за чего в ночное время суток ощущается запах гари и затрудняется дыхание. В 2018 году было выявлено, что одно из мест такой утилизации находится на территории химбазы. Проверки качества воздуха, проводимые Мосэкомониторингом и общественными организациями, неоднократно показывали превышение концентрации вредных веществ в атмосфере. 10 сентября 2019 года после активных действий общественной организации «ГРОМ», многочисленных жалоб и репортажей в СМИ сотрудники полиции наведались на химбазу и обнаружили там не только свалку, но и бытовочный городок, в котором проживали нелегалы.